# Oberhonschaft (Kürten)
Die Oberhonschaft war vom Mittelalter in das 19. Jahrhundert hinein eine von vier Honschaften des Kirchspiels Kürten im Landgericht Kürten des Amtes Steinbach im Herzogtum Berg.
Aus der  Charte des Herzogthums Berg 1789 von Carl Friedrich von Wiebeking geht hervor, dass das Gebiet im Wesentlichen den östlichen Teil der heutigen Gemarkung Kürten und den nördlichen Teil der heutigen Gemarkung Olpe ausmacht.
Zur Honschaft gehörten seinerzeit die Wohnplätze Bech, Busch,  Dhünnberg, Duhr (Oberduhr und Unterduhr), Esbach, Eulen, Hutsherweg, Langenstück, Meißwinkel, Morteln, Siebelsmühle, Weiden, Winterschladen und Wolfsorth.
Des Weiteren gab es eine Exklave in der Honschaft Berg vom Kirchspiel Olpe, die auf dem nordöstlichen Teil der heutigen Gemarkung Kürten liegt. Dazu gehörten die Wohnplätze Dicke, Enkeln und Laudenberg.
Unter der französischen Verwaltung zwischen 1806 und 1813 wurde das Amt Steinbach aufgelöst und die Oberhonschaft wurde politisch der Mairie Kürten im Kanton Wipperfürth im Arrondissement Elberfeld zugeordnet. 1816 wandelten die Preußen die Mairie zur Bürgermeisterei Kürten im Kreis Wipperfürth. Das Gebiet der Oberhonschaft gehörte zu dieser Zeit zur Gemeinde Kürten.
1927 wurden die Bürgermeisterei Kürten in das Amt Kürten überführt. In der Weimarer Republik wurden 1929 die Ämter Kürten mit den Gemeinden Kürten und Bechen und Olpe mit den Gemeinden Olpe und Wipperfeld zum Amt Kürten zusammengelegt. Der Kreis Wipperfürth ging am 1. Oktober 1932 in den Rheinisch-Bergischen Kreis mit Sitz in Bergisch Gladbach auf.
1975 entstand aufgrund des Köln-Gesetzes die heutige Gemeinde Kürten, zu der neben den Ämtern Kürten, Bechen und Olpe ein Teilgebiet der Stadt Bensberg mit Dürscheid und den umliegenden Gebieten kam.